# San José (Málaga)
San José es un barrio periférico perteneciente al distrito Ciudad Jardín de la ciudad de Málaga, España. Según la delimitación oficial del ayuntamiento, limita al norte y el este con la Finca San José, de la que lo separa la Ronda Este de la A-7; al sur, con los barrios de Huerta Nueva y Los Viveros; y al oeste, con el barrio de Ciudad Jardín.

## Transporte
En autobús está conectado al resto de la ciudad mediante las siguientes líneas de la EMT: 
| Línea | Trayecto                                          | Recorrido | Frecuencia                              |
| ----- | ------------------------------------------------- | --------- | --------------------------------------- |
| 2     | Alameda Principal - Ciudad Jardín (San José)      | Recorrido | 10-11 minutos                           |
| 61    | Alameda Principal - Jardín Botánico La Concepción | Recorrido | 60 minutos (Fines de Semana y festivos) |